# Nuit tropicale
Une nuit tropicale est un terme informel utilisé pour décrire les épisodes climatiques où la température ne descend pas en dessous de 20 °C pendant la nuit dans les régions tempérées habituées à des valeurs plus basses,. Le terme n'est ainsi pas utilisé dans les régions tropicales et subtropicales, selon la situation géographique et l'altitude, où il s'agit d'un occurrence permanente pendant les mois d'été et où l'on parle de nuit très chaudes ou « lourdes » seulement pour des températures minimales nettement supérieures.

## Occurrence
Les nuits tropicales sont courantes pendant les vagues de chaleur dans les pays tempérées et se produisent principalement au-dessus des mers, des côtes et des lacs. La chaleur est emmagasinée dans l'eau pendant les périodes ensoleillées et chaudes de la journée, puis elle est réémise pendant la nuit ce qui maintient la température nocturne élevée. On observe le même phénomène partout dans les régions tempérées dans les deux hémisphères terrestres.
Avec le réchauffement climatique actuel, ce phénomène ne va aller qu'en empirant, selon les prévisions du Groupe d'experts intergouvernemental sur l'évolution du climat (GIEC). Ainsi, à Montréal (Canada) la tendance passerait de 8 par été, selon les données historiques, à 19 en 2050, puis à 28 au cours des trente années suivantes, selon un scénario optimiste. Si les émissions de gaz à effet de serre continuent selon leur croissance au rythme actuel, ce pourrait même être 45 nuits tropicales par été en 2051-2080.
Ce phénomène est plutôt récent en France métropolitaine et a émergé au XXIe siècle sur la plupart du territoire. Il touche plus particulièrement le sud de la France, mais le phénomène remonte progressivement vers le nord de ce territoire, avec une sucession de telles nuits, notamment sur les bords de la Méditerranée, ainsi que dans les grandes villes et les quartiers bétonnés,,.

## Effets
D'un point de vue médical, les nuits tropicales sont problématiques pour l'homme et sont considérées comme particulièrement éprouvantes pour les personnes âgées ou physiquement affaiblies,. Selon une étude, les gens dorment moins à la chaleur et la probabilité augmente à mesure que les températures devenaient plus chaudes.